# زنبق ارینی
زنبق ارینی (نام علمی: Iris orjenii) نام یک گونه از سرده زنبق است.